# Vítonice, Kroměříž
Vítonice là một làng thuộc huyện Kroměříž, vùng Zlínský, Cộng hòa Séc.